# Prix de l'Union européenne pour l'architecture contemporaine Mies-van-der-Rohe
Le prix de l’Union européenne pour l’architecture contemporaine Mies-van-der-Rohe est décerné tous les deux ans. Il a été créé en 1987 par le Parlement européen, la Commission européenne et la fondation Mies-van-der-Rohe de Barcelone. 
Ce prix a été créé dans le cadre du programme de l’Union européenne Culture 2000 et a pour objectif de récompenser la qualité architecturale en Europe. Ce prix couronne des œuvres récentes (moins de deux ans) réalisées dans les pays participants au programme CULTURE 2000. 
Les candidats sont sélectionnés par un groupe d’experts indépendants et par un réseau de 15 instituts d’architecture. 
Le prix est d’un montant de 60 000 euros et pour la mention spéciale, destinée à un jeune architecte, de 20 000 euros.

## Lauréats
| Année            | Architecte | Nationalité      | Bâtiment primé                                                  | Photo | Ville           | Pays        |
| ---------------- | --- | ---------------- | --------------------------------------------------------------- | ----- | --------------- | ----------- |
| 2019             | Lacaton & Vassal Architectes | France           | Transformation de 530 logements au Grand Parc de Bordeaux       |       | Bordeaux        | France      |
| 2017             | NL Architects XVW architectuur | Pays-Bas         | Immeuble Kleiburg                                               |       | Amsterdam       | Pays-Bas    |
| Mention spéciale | MSA et V+ | Belgique         | Logements Navez-Portaels                                        |       | Bruxelles       | Belgique    |
| 2015             | Barozzi Veiga | Espagne          | Filharmonia Szczecinska                                         |       | Szczecin        | Pologne     |
| Mention spéciale | ARQUITECTURA-G | Espagne          | Casa Luz                                                        |       | Cilleros        | Espagne     |
| 2013             | Peer Teglgaard Jeppesen, Osbjørn Jacobsen, Henning Larsen Architects, Olafur Eliasson, Studio Olafur Eliasson, Sigurður Einarsson, Batteríið Architects | Danemark         | Harpa                                                           |       | Reykjavik       | Islande     |
| Mention spéciale | Maria Langarita Victor Navarro | Espagne          | Red Bull Music Academy                                          |       | Madrid          | Espagne     |
| 2011             | David Chipperfield | Royaume-Uni      | Neues Museum                                                    |       | Berlin          | Allemagne   |
| Mention spéciale | Ramon Bosch Bet Capdeferro | Espagne          | Casa Collage                                                    |       | Gérone          | Espagne     |
| 2009             | Snøhetta | Norvège          | Opéra d'Oslo                                                    |       | Oslo            | Norvège     |
| Mention spéciale | Studio Up Lea Pelivan Toma Plejić | Croatie          | Gymnase 46° 09′ 00″ N, 16° 50′ 00″ E                            |       | Koprivnica      | Croatie     |
| 2007             | Mansilla + Tuñón Architectes | Espagne          | Musée d'art contemporain de Castille-et-León                    |       | León            | Espagne     |
| Mention spéciale | Matija Bevk Vasa J. Perovic | Slovénie         | Département des mathématiques de l'université de Ljubljana      |       | Ljubljana       | Slovénie    |
| 2005             | Rem Koolhaas | Pays-Bas         | Ambassade des Pays-Bas                                          |       | Berlin          | Allemagne   |
| Mention spéciale | Pieter Bannenberg Walter van Dijk Kamiel Klaasse Mark Linnemann                                                                                         | Pays-Bas         | BasketBar                                                       |       | Utrecht         | Pays-Bas    |
| 2003             | Zaha Hadid | Irak Royaume-Uni | Parking et gare de Hœnheim-Tram du tramway de Strasbourg        |       | Hœnheim         | France      |
| Mention spéciale | Jürgen Mayer | Allemagne        | Mairie de Scharnhauser Park                                     |       | Ostfildern      | Allemagne   |
| 2001             | Rafael Moneo | Espagne          | Palais Kursaal                                                  |       | Saint-Sébastien | Espagne     |
| Mention spéciale | Florian Nagler | Allemagne        | Centre Kaufmann Holz AG                                         |       | Bobingen        | Allemagne   |
| 1998             | Peter Zumthor | Suisse           | Kunsthaus                                                       |       | Brégence        | Autriche    |
| 1996             | Dominique Perrault | France           | Site François-Mitterrand de la Bibliothèque nationale de France |       | Paris           | France      |
| 1994             | Nicholas Grimshaw | Royaume-Uni      | Gare de Londres-Waterloo                                        |       | Londres         | Royaume-Uni |
| 1992             | Esteve Bonell Francesc Rius | Espagne          | Stade sportif municipal                                         |       | Badalone        | Espagne     |
| 1990             | Norman Foster | Royaume-Uni      | Terminal de l'aéroport de Londres-Stansted                      |       | Londres         | Royaume-Uni |
| 1988             | Alvaro Siza | Portugal         | Banco Borges e Irmão                                            |       | Vila do Conde   | Portugal    |